# 62.ª División (Ejército Popular de la República)
La 62.ª División fue una de las divisiones del Ejército Popular de la República que se organizaron durante la guerra civil española sobre la base de las brigadas mixtas. Estuvo desplegada en el frente de Cataluña.

## Historial
Anteriormente una división en el frente del Norte ya había empleado esta numeración.
La división fue recreada nuevamente en julio de 1938, en el seno del XXIV Cuerpo de Ejército. El mando recayó en el comandante Pedro Sugrañes Español, quedando la unidad compuesta por las brigadas mixtas 135.ª, 173.ª y 174.ª. La división se encontraba situada en la retaguardia del frente republicano en Cataluña. Inició entonces su proceso de instrucción y organización, si bien nunca llegaría ser una unidad plenamente operativa. En diciembre de 1938 seguía estando agregada al XXIV Cuerpo de Ejército, en fase de formación. No obstante, la 62.ª División terminaría siendo disuelta y sus fuerzas destinadas a la Comandancia militar de Seo de Urgel.

## Mandos
Comandantes
- comandante de infantería Pedro Sugrañes Español;

Comisarios políticos
- Pedro Puig Subinyá, de ERC;[6]

## Orden de batalla
| Fecha         | Cuerpo de Ejército adscrito | Brigadas Mixtas integradas | Frente de batalla |
| ------------- | --------------------------- | -------------------------- | ----------------- |
| Julio de 1938 | XXIV Cuerpo de Ejército     | 135.ª, 173.ª y 174.ª       | Reserva           |